# Texas Sun
"Texas Sun" is een nummer van de Amerikaanse band Khruangbin met zang van Leon Bridges. Het nummer verscheen op hun ep Texas Sun uit 2020. Op 29 november 2019 werd het uitgebracht als de enige single van de ep.

## Achtergrond
"Texas Sun" is geschreven door Khruangbin, Leon Bridges en Austin Jenkins en geproduceerd door Khruangbin en Steve Christensen. Khruangbin en Bridges gingen in 2018 al samen op tournee door Noord-Amerika. Tijdens de tournee zei Bridges dat hij graag op een nummer van Khruangbin zou willen zingen. Voorafgaand aan de tournee nam de groep een aantal demo's op, en van een enkel nummer vonden zij dat deze goed bij de stem van Bridges paste. Tijdens de tournee gaven zij hem een instrumentale versie van dit nummer, en de volgende dag stuurde hij een versie terug waar hij een tekst bij had geschreven. Het betreffende nummer werd uiteindelijk niet uitgebracht, aangezien Khruangbin en Bridges de studio in gingen om dat nummer en een B-kant op te nemen met de bedoeling dat deze op een single zouden worden uitgebracht. Toen zij de uiteindelijke versie hoorden, vonden de muzikanten dat er meer nummers moesten worden opgenomen.
De tekst van "Texas Sun" gaat over een roadtrip door de staat Texas, waar Khruangbin en Bridges allebei vandaan komen. Het nummer ontstond nadat Bridges in een pauze tijdens de opnamesessies op een gitaar aan het improviseren was. Dit deed hij regelmatig, dus een medewerker had het idee om deze improvisaties op te nemen. Bridges vertelde in een interview dat hij een "sfeer wilde vastleggen die de essentie van Texas belichaamt". Op "Texas Sun" is gitaarspel in drie verschillende stijlen te horen: Spaans, country en psychedelisch.
"Texas Sun" werd een klein hitje. In Nieuw-Zeeland bereikte het plaats 37 in de hitlijsten. In Vlaanderen kwam het niet in de Ultratop 50 terecht, maar kwam het wel tot de derde plaats in de "Bubbling Under"-lijst. De videoclip van de single is geregisseerd door Philip Andelman. In de clip rijdt een man door Texas van zonsopkomst tot zonsondergang en stopt hij in een prairie, waar hij een zonnestraal in een doosje opvangt. Dit doosje brengt hij vervolgens naar zijn vriendin.

## NPO Radio 2 Top 2000
| Nummer met noteringen in de NPO Radio 2 Top 2000 | '20  | '21  | '22  | '23  | '24 |
| ------------------------------------------------ | ---- | ---- | ---- | ---- | --- |
| Texas Sun                                        | 1900 | 1676 | 1294 | 1214 | 969 |

1. ↑  Een vetgedrukt getal geeft de hoogste notering aan.
2. ↑  2020 was het eerste jaar met een notering voor dit nummer.